# Torfowiec Jensena
Torfowiec Jensena (Sphagnum jensenii H. Lindb.) – gatunek mchu z rodziny torfowcowatych (Sphagnaceae). Występuje
w Europie, Chinach, Japonii, Azji Środkowej, wschodzie Rosji i Ameryce Północnej.

## Rozmieszczenie geograficzne
W Europie jego zasięg obejmuje głównie północne i północno-wschodnie części kontynentu. Jest raczej rzadki na obszarach o silnych wpływach klimatu oceanicznego, liczniejszy tam, gdzie oddziaływanie Atlantyku jest mniejsze lub w strefach klimatu kontynentalnego. W strefie arktycznej jest obecny jedynie w północnej Norwegii i prawdopodobnie także w północnej Rosji. W strefie borealnej ma rozproszone siedliska – od Norwegii (tam występuje również powyżej granicy drzew) na zachodzie, przez Szwecję, Finlandię po północną i być może także środkową Rosję, aż do Uralu na wschodzie. W strefie klimatu umiarkowanego – na południu Norwegii, Szwecji, Finlandii i w krajach bałtyckich – jest rzadki. Rośnie również w Polsce (choć jest tu jednym z najrzadszych gatunków torfowców) i na Białorusi. Nie ma doniesień z Wielkiej Brytanii. W strefie klimatu okołośródziemnomorskiego znane są stanowiska z Rumunii, za to jest zupełnie nieobecny w strefie śródziemnomorskiej. W Ameryce Północnej rośnie na północy kontynentu – w Kanadzie i na Alasce.
W Polsce jego rozmieszczenie nie jest dostatecznie poznane. Podawano stanowiska z Pojezierza Mazurskiego, Pojezierza Wschodniosuwalskiego, Gór Izerskich i Karkonoszy (najwyżej położone na wysokości 1405 m n.p.m.).

## Morfologia i anatomia
PokrójTorfowiec średnich bądź dużych rozmiarów, przeważnie wiotki, w warunkach suchych smukły, tworzący darnie koloru brązowego, bladobrązowego, zielonobrązowego do żółtawo-czerwonawobrązowego, niekiedy zielonego.
GłówkiStosunkowo duże, choć w warunkach suchych małe, spłaszczone do półkolistych, a jesienią główki osobników męskich są wypukłe. Pączek wierzchołkowy mniej lub bardziej wyraźny, najczęściej nie wyróżnia się na gwiaździstej główce.
PęczkiTrzy- lub czterogałązkowe. Dwie gałązki odstające są długie (8–20 mm długości), równomiernie grube, często sztywne i stopniowo się zwężające. Gałązki zwisające są przeważnie krótsze od gałązek odstających lub tej samej długości, również zwężają się ku końcowi.
ŁodyżkiPrzeważnie cienkie, do 0,7 mm średnicy, blade, miejscami czerwone, ze słabo odróżniającą się lub w ogóle niewyróżniającą się od cylindra wewnętrznego, 2- lub 3-warstwową korą o dosyć wąskich komórkach; cylinder wewnętrzny żółtawy. Łodyżki gałązek z umieszczonymi w korze komórkami retortowymi, ułożonymi po trzy w linii, z nieco wypukłymi aperturami.
Listki łodyżkoweDo 1,3 mm długości, językowato-trójkątne (owalno-trójkątne), odstające lub nieco zwisające, wklęsłe, obrócone niemalże w jedną stronę, z tępym, zaokrąglonym wierzchołkiem. Obrzeżenie listka dobrze widoczne, rozszerzające się u jego nasady. Komórki hialinowe (wodne) są rzadko podzielone, zazwyczaj z listewkami w okolicy wierzchołka.
Listki gałązkoweDuże, najczęściej powyżej 2 mm długości, jajowato-lancetowate (lancetowate), z podwiniętym wierzchołkiem; nie zachodzą na siebie, są prawie pionowo odstające lub szeroko odstające. Komórki hialinowe są dłuższe u nasady listka niż w jego środkowej części, prawie płaskie zarówno po stronie grzbietowej, jak i brzusznej liścia. W części wierzchołkowej na stronie grzbietowej występują liczne komisuralne pseudopory; w części środkowej liczne małe pory w nieregularnych jednym bądź dwóch rzędach. Po stronie brzusznej jedynie kilka pseudoporów. Chlorocysty w przekroju poprzecznym są jajowate lub jajowato-trójkątne (trójkątno-owalne), zamknięte po stronie brzusznej liścia, lecz szeroko otwarte po stronie grzbietowej.
Gatunki podobneMoże być mylony z torfowcem Dusena, torfowcem tępolistnym i Sphagnum annulatum. S. jensenii ma liczne małe pory w komórkach hialinowych listków gałązkowych zarówno po stronie wklęsłej, jak i wypukłej, podczas gdy u S. majus takie pory występują jedynie po stronie wypukłej, po stronie wklęsłej są nieliczne lub nie ma ich w ogóle. Oba te gatunki różnią się także kształtem komórek chlorofilowych listków gałązkowych w przekroju poprzecznym. U torfowca Jensena od strony brzusznej są one płytko zamknięte bądź jedynie nieco tylko otwarte, u torfowca Dusena są wyraźnie eksponowane po obu stronach liścia. Od torfowca tępolistnego odróżnia go układ porów w komórkach wodnych listków gałązkowych, a także listewkowanie komórek wodnych listków łodyżkowych. U S. jensenii małe pory obecne są licznie po obu stronach liścia, u S. majus małe pory występują jedynie w komórkach wodnych krawędziowych (dolnych i bocznych) części liści. Komórki wodne listków łodyżkowych torfowca Jensena mają liczne, wyraźne listewki po stronie grzbietowej, podczas gdy u torfowca Dusena zazwyczaj nie ma ich wcale lub pojawiają się sporadycznie. Od S. annulatum różni się zazwyczaj rozmiarem – jest większy, stopniem wykształcenia kory na łodyżce i układem porów na listkach gałązkowych.

## Systematyka i zmienność
Gatunek zaliczany jest do podrodzaju Cuspidata Lindb. Podrodzaj obejmuje przeważnie dużych rozmiarów torfowce hydrofilne o długich łodyżkach, tworzące głębokie i miękkie darnie. W podrodzaju tym najczęściej spotyka się formy zielone i żółtozielone, nieco rzadziej żółte i brunatne, nie występują natomiast formy czerwone.

## Ekologia i biologia
Preferuje siedliska minerotroficzne. Zwykle spotykany jest w rozległych kompleksach mokradeł niskich zasilanych wodami średnio żyznymi i ubogimi. Często występuje razem z torfowcem kończystym, Sphagnum pulchrum, torfowcem pogiętym, Sphagnum divinum, torfowcem Dusena, torfowcem brodawkowatym i torfowcem Lindberga.

## Ochrona
Gatunek jest objęty w Polsce ochroną od 2001 roku. W latach 2001–2004 podlegał ochronie częściowej, w latach 2004–2014 ochronie ścisłej, a od 2014 roku ponownie objęty jest ochroną częściową, na podstawie Rozporządzenia Ministra Środowiska z dnia 9 października 2014 r. w sprawie ochrony gatunkowej roślin.